# ملبورن (كامبريدجشير)
ملبورن (بالإنجليزية: Melbourn)‏ هي قرية وأبرشية مدنية تقع في المملكة المتحدة في South Cambridgeshire. يقدر عدد سكانها بـ 4,414 نسمة .

## أعلام
- دوروثي شيبارد بارون
- ويل هوي